# هاینکل ۰۱۱
هاینکل ۰۱۱ (به انگلیسی: Heinkel HeS 011) یک موتور جت ساختِ کارخانهٔ هاینکل در کشور آلمان است .